# Зејна
Зејна Муркић (Лозница, 28. децембар 1986) је српска певачица ромског порекла. Певањем и плесом се бави од раног детињства, а прве наступе је имала са свега 10 година. Са 16 година почиње професионално да се бави певањем и да наступа широм земље и у иностранству.

## Биографија
Каријеру започиње у такмичењу Операција тријумф, из кога врло брзо испада, али одмах након овог ТВ програма добија позив од стране Чеде Чворка, фронтмена групе Луна.
У периоду од 2009. до 2010. године била је чланица популарне групе Луна, са којом је снимила два албума, Да сан не престане и Sex on the beach. Као водећи вокал у групи, отпевала је неке од најзапаженијих нумера на овим албумима, као што су Паника, Вриштим у себи, Клела бих и Ало, ало.
Крајем 2010. године напушта групу и одлучује да се посвети соло каријери. У јуну 2011. објављује први сингл на енглеском језику под називом Tonight у сарадњи са -ом. Исте године објављује и први самостални сингл на српском језику под називом Најбоља, за који је самостално урадила композицију и текст.
У 2012. години је избацила сингл Драма, који је отпевала заједно са Слађаном Делибашић и репером Sha. Исте године учествује на фестивалу забавне музике „Врњачка бања”, где осваја награду новинског жирија. У међувремену пише песме за друге извођаче и пева пратеће вокале.
У 2013. години је представила сингл Апсинт.
Зејна пева песму Рушке у сцени филма „Тома”. У питању је ромска песма Јаг.
Зејна има ћерку Кјару, која сада има 9 година.
Учествовала је на Песми за Евровизију ’22 године са песмом Нема те и ушла у финале овог такмичења. Мелодију је написао Владимир Мараш а стихове Сања Перић. Хармонику је свирао Аца Софронијевић. Године 2023. поново учествује на Песми за Евровизију са песмом Румба, која је освојила 7. место у финалу, а првобитно направљена за мјузикл. Године 2024, Зејна поново учествује на Песми за Евровизију са песмом "Најбоља" са којом осваја 5. место у Финалу.

## Дискографија

### Са Луном

#### Албуми
- Да сан не престане (2009)
- Sex on the beach (2010)

### Као соло извођач

#### Албуми
- ЕП: Нова Раса (2024)

#### Синглови
- Tonight (сарадња са Dee Monk-ом) (2011)
- Драма (Слађа Делибашић и Зејна feat. Sha) (2012)
- Absinthe (2013)
- Осми дан (2014)
- Краљица од леда (2015)
- Петак (2022)
- Нема те (2022)
- Без сјаја (2023)
- Крива сам (2023)
- Румба (2023)
- Најбоља (2024)

## Награде и номинације
| Година | Награда                 | Категорија | Рад     | Исход     | Реф.          |
| ------ | ----------------------- | ---------- | ------- | --------- | ------------- |
| 2022.  | Песма за Евровизију ’22 |            | Нема те | 14. место | [ 10 ]        |
| 2023.  | Песма за Евровизију ’23 |            | Румба   | 7. место  | [ 11 ] [ 12 ] |
| 2024.  | Песма за Евровизију ’24 |            | Најбоља | 5. место  | [ 13 ]        |

## Фестивали
- Драма (Слађа Делибашић и Зејна feat. Sha), Фестивал Врњачка Бања 2012, награда новинског жирија
- Нема те, Песма за Евровизију 2022, 14. место
- Румба, Песма за Евровизију 2023, 7. место
- Најбоља, Песма за Евровизију 2024, 5. место